# Speocera debundschaensis
Speocera debundschaensis är en spindelart som beskrevs av Léon Baert 1985. Speocera debundschaensis ingår i släktet Speocera och familjen Ochyroceratidae.
Artens utbredningsområde är Kamerun. Inga underarter finns listade i Catalogue of Life.